# Csola-dinasztia
A Csola-dinasztia (tamilul: சோழர் குலம்; IPA: ['ʧoːɻə]) tamil uralkodóház volt, amelynek uralma főképp India déli részére terjedt ki a 13. századig. A dinasztia származási helye a Kaveri-folyó termékeny völgye volt. A korai Csola királyok közül a leghíresebb Karikala Csola volt, a középkori birodalom híres uralkodói voltak Rádzsarádzsa Csola, Rádzsendra Csola és I. Kulottunga Csola.
A dinasztia a 10. és a 11. században volt hatalma csúcspontján. I. Rádzsarádzsa Csola (Nagy Radzsaradzsa) és fia, Rádzsendra Csola uralkodása alatt a birodalom Ázsia egyik legerősebb katonai, gazdasági és kulturális hatalmává vált. Területe délen a Maldív-szigetektől északon Nyugat-Bengálig, a Gangesz folyóig terjedt. Radzsaradzsa uralma alá hajtotta az indiai szubkontinens déli részét, Srí Lanka egyes részeit és a Maldiv-szigeteket. Rádzsendra Csola támadásokat intézett a Maláj-félsziget királyságai ellen. A Csola nagyhatalom a 14. században Pándja és Hojszala-dinasztia felemelkedésével egyidőben hanyatlott le.

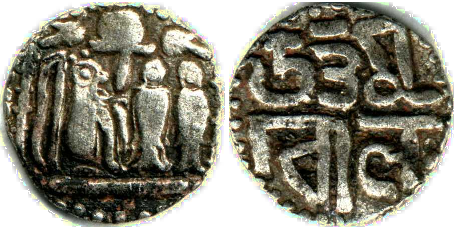
Uttama Csola korából származó ezüstérme a Csolák tigris jelével. A tamil irodalomból nem derül ki, mi az eredete ennek az emblémának.

A Csolák nagy hagyatékot hagytak ránk. Pártolták a tamil irodalmat és sok templomot építtettek, nemcsak vallási okokból, hanem gazdasági központokká is változtatva ezeket az épületeket. Központosított hatalmat és fegyelmezett hivatalnokgépezetet hoztak létre.